# Christoph Werner (Oberbergmeister)
Christoph Werner († 1595) war kursächsischer Oberbergmeister des Meißnischen Erzgebirges.

## Leben
Werner wurde zunächst in Annaberg Bergmeister, wo er 1569 nachweisbar ist. 1574 wurde er zum kursächsischen Bergvogt über das ganze Meißnische Erzgebirge ernannt. Nachdem Martin Planer gestorben war, wurde Werner 1582 zum Oberbergmeister ernannt und übernahm dessen Stelle, die er bis zu seinem Tod 1595 innehatte.